# Мирослав Яцек Блащик
Миро́слав Я́цек Бла́щик (пол. Mirosław Jacek Błaszczyk; нар. 24 лютого 1959, Битом) — польський диригент.

## Біографічні дані
Закінчив музичний факультет Академії музики в Катовицях (клас професора Яна Вінцентія Гавела). Продовжив навчання на факультеті теорії, композиції і диригування в класі професора Кароля Стриї. Навчання закінчив з відзнакою. У 1986 році став диригентом Сілезької державної філармонії та художнім керівником Державного симфонічного оркестру в Забже. У 1990 році був призначений генеральним і художнім керівником Державної філармонії в Білостоці. У 1993 році отримав стипендію в Лос-Анджелесі, фінансовану Американським товариством польської музики. У 1996—1998 роках працював генеральним і художнім керівником Познанської філармонії. З травня 1998 він є художнім керівником Сілезької філармонії в Катовицях.

## Нагороди
- 1991 лауреат IV Міжнародного конкурсу диригентів ім. Гжегожа Фітельберга в Катовицях,
- 2001 нагорода від президента Катовиць у галузі культури,
- 2005 кандидат музичних наук у дириґентній дисципліні,
- 2009 Срібна медаль «Gloria Artis»